# اس‌اس پینو

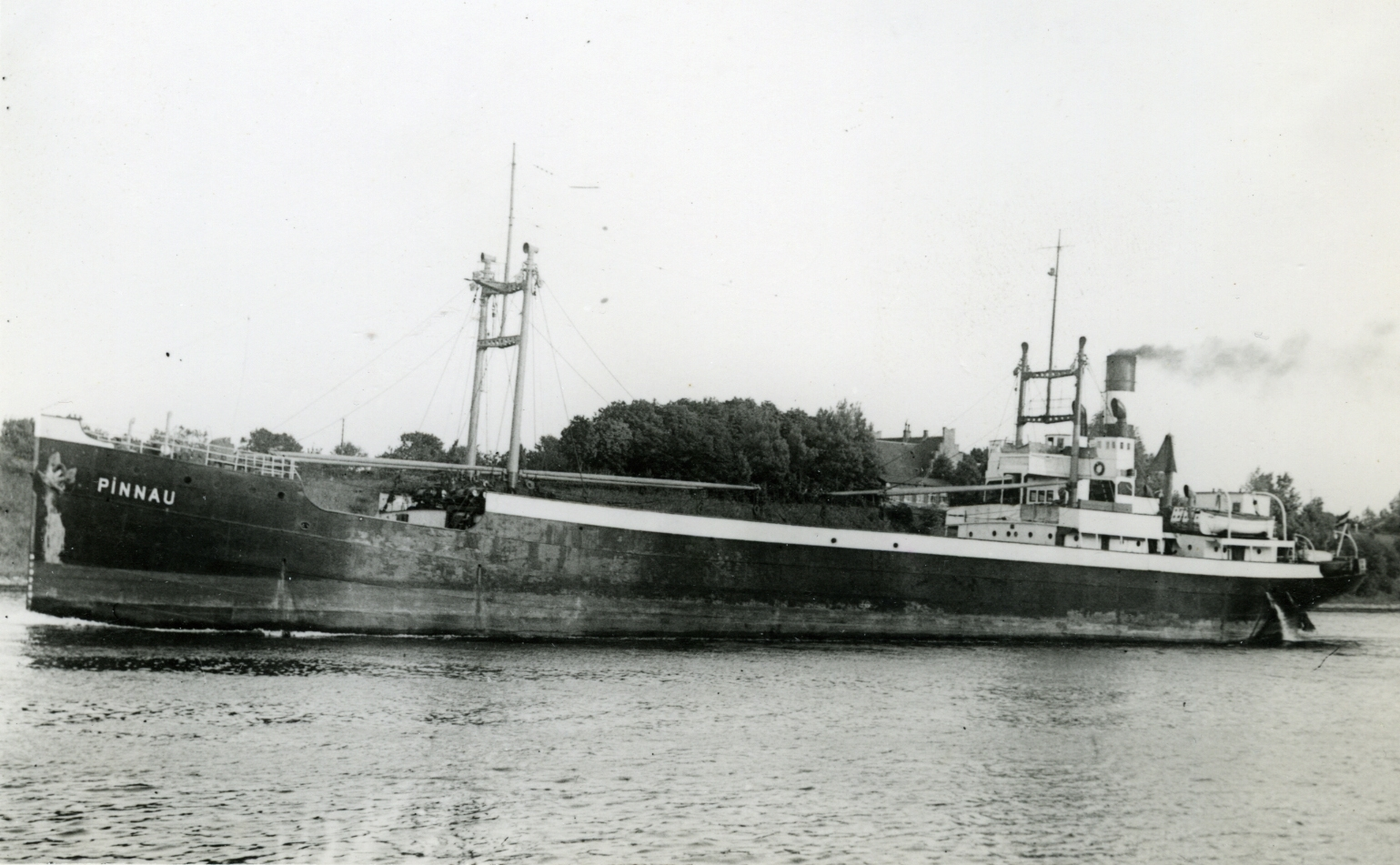
اس اس پینو

اس‌اس پینو (به انگلیسی: SS Pinnau) یک کشتی بود که طول آن ۲۵۰ فوت ۰ اینچ (۷۶٫۲۰ متر) بود. این کشتی در سال ۱۹۲۲ ساخته شد.